# Pokémon 2 - La forza di uno
Pokémon 2 - La forza di uno, noto anche con il titolo Pokémon 2000 (in inglese Pokémon: The Movie 2000, in giapponese 劇場版ポケットモンスター 幻のポケモン ルギア爆誕 Gekijōban Poketto Monsutā Maboroshi no Pokemon Rugia Bakutan) è un film d'animazione del 1999 diretto da Kunihiko Yuyama.
Si tratta del secondo film ispirato alla serie animata Pokémon. Il film è stato distribuito in Giappone il 17 luglio 1999; negli Stati Uniti d'America e in Italia è uscito rispettivamente il 21 luglio e il 22 dicembre 2000.
Il film è preceduto dal cortometraggio Pikachu: Il salvataggio, il cui protagonista è il Pokémon Pikachu.

## Trama
Un terribile collezionista di Pokémon, Lawrence III, decide di catturare il Pokémon leggendario Lugia intrappolandolo nella sua nave da guerra volante. Per svolgere la sua missione deve prima catturare i tre uccelli leggendari: Articuno, Zapdos e Moltres. Inizia proprio da quest'ultimo, disturbando l'equilibrio meteorologico del pianeta.
A causa dell'imprigionamento del Pokémon di Fuoco, Ash, Misty e Tracey, in viaggio attraverso le Isole Orange, sono costretti a causa del maltempo a rifugiarsi sull'isola Shamuti, proprio nel giorno dedicato ad una tradizionale cerimonia del luogo. Nel corso del banchetto una ragazza di nome Melody, suonando l'ocarina racconta la seguente leggenda:
Ash prende troppo seriamente la poesia di Melody e, convinto di essere il prescelto che raccoglierà le tre sfere per placare i titani del Fuoco, del Ghiaccio e del Fulmine e parte alla ricerca della prima sfera con l'imbarcazione che lo ha spinto fino a Shamuti.
Mentre a Biancavilla il Professor Oak scopre che il cambiamento climatico è dovute alla presenza di un fiume subacqueo composto da forze di fuoco, ghiaccio e fulmine che alterano le direzioni delle correnti marine, Ash raggiunge l'Isola del Fuoco dove è scoppiata una nuova tempesta. Con l'aiuto di Pikachu tuttavia il ragazzo riesce a trovare la sfera. Misty e Tracey, con l'aiuto di Melody e della sorella di quest'ultima, corrono in aiuto di Ash.
Quando Ash ottiene l'oggetto arriva Zapdos che scaglia i suoi fulmini sull'isola, che difende da quando Moltres è scomparso. Tuttavia viene attirato dalla nave di Lawrence che indebolisce il Pokémon e lo cattura, insieme ad Ash, Misty, Tracey, Melody e il Team Rocket. Con l'aiuto dei Pokémon Ash riesce a liberare Moltres, che rompe a sua volta la gabbia di Zapdos, mentre Lawrence è impegnato a catturare Articuno.
I tre Pokémon però, nonostante la distruzione del vascello, iniziano a lottare l'uno contro l'altro. Ash e compagni precipitano con il veicolo sull'Isola del Fulmine dove il ragazzo raccoglie la sfera omonima. Grazie ad un ciclone acquatico, da cui subito dopo emergerà Lugia per combattere contro i tre uccelli, i ragazzi vengono trasportati sull'isola in cui si trova il santuario, abitato da uno Slowking.
Lugia tuttavia, essendo in minoranza, viene sconfitto e precipita nell'oceano. Melody a questo punto intona con l'ocarina la canzone della leggenda, permettendo al Pokémon leggendario di curarsi e di tornare a combattere. Ash decide quindi di andare a prendere la terza ed ultima sfera costruendo una specie di slitta usando i resti della nave e si fa trainare dal suo Charizard per raggiungere l'Isola del Ghiaccio. I tre Pokémon attaccano quindi la slitta ma Charizard schiva tutti gli attacchi fino a quando Articuno non erige un muro di ghiaccio. A questo punto Jessie, James e Meowth forniscono il loro gommone ad Ash per permettergli di salvare il mondo ottenendo la sfera di ghiaccio.
Lugia si offre di trasportare in groppa Ash per permettergli di tornare al santuario ma viene colpito da Lawrence e decide di contrattaccare con i suoi raggi. Ma sfinito per la lotta finisce sott'acqua, trascinando anche Ash. Misty riesce a salvare Ash e, dopo aver ripreso conoscenza dall'ipotermia, si dirige verso il santuario e colloca l'ultima sfera nell'apposito luogo. A questo punto un liquido verde sgorga dal santuario e riporta il clima alla normalità in tutto il mondo e i Pokémon leggendari possono tornare a riposare nelle rispettive dimore.

## Colonna sonora
Nel 2000 l'Atlantic Records ha pubblicato l'album contenente la colonna sonora del film, i cui brani sono interpretati da vari artisti. La prima traccia del disco è la sigla finale del film, The Power of One, cantata da Donna Summer. Seguono i pezzi, tra gli altri, di Laura Pausini (The Extra Mile), di "Weird Al" Yankovic (Polkamon, una polka che elenca i nomi di alcuni dei Pokémon della prima generazione) e dei Westlife (Flying Without Wings).
Una frase estratta dalla canzone The Power of One è stata utilizzata da Herman Cain nel corso della campagna elettorale per le elezioni presidenziali statunitensi del 2012.

## Distribuzione

### Cinema
Il film viene proiettato in Giappone a partire dal 17 luglio 1999, negli Stati Uniti dal 21 luglio 2000 e in Italia dal 22 dicembre 2000 dalla Filmauro.

### Home video
In Italia viene distribuito in VHS e DVD dalla Warner Home Video a partire da aprile 2001.

## Accoglienza

### Incassi
Negli Stati Uniti, il secondo film dei Pokémon ha incassato meno del primo: 43 758 684 dollari, mentre internazionalmente 133 949 270 dollari (circa 86 491 425 euro).